# E. E. Cummings
Edward Estlin Cummings (Cambridge, 14 de outubro de 1894—Nova Hampshire, 3 de setembro de 1962), usualmente abreviado como e. e. cummings, em minúsculas, como o poeta assinava e publicava, foi um poeta, pintor, ensaísta, autor e dramaturgo americano. Durante a Primeira Guerra Mundial, ele trabalhou como motorista de ambulância e foi preso em um campo de internamento, o que serviu de base para seu romance The Enormous Room em 1922. No ano seguinte, ele publicou sua primeira coleção de poesias, Tulips and Chimneys, que mostrou seus primeiros experimentos com gramática e tipografia. Ele escreveu quatro peças; HIM (1927) e Santa Claus: A Morality (1946) foram as mais bem-sucedidas. Ele escreveu EIMI (1933), um relato de viagem pela União Soviética, e proferiu as Palestras Charles Eliot Norton sobre poesia, publicadas como i—six nonlectures (1953). Fairy Tales (1965), uma coleção de contos, foi publicada postumamente.
Cummings escreveu aproximadamente 2 900 poemas. Ele é frequentemente considerado um dos poetas americanos mais importantes do século 20. Ele está associado à poesia modernista em verso livre, e grande parte de seu trabalho utiliza sintaxe idiossincrática e grafias em letras minúsculas para expressão poética. M. L. Rosenthal escreveu que:

O principal efeito do malabarismo de Cummings com sintaxe, gramática e dicção foi abrir motivos banais e batéticos por meio de uma redescoberta dinâmica das energias seladas no uso convencional ... Ele conseguiu magistralmente dividir o átomo do lugar-comum fofo.
Para Norman Friedman, as invenções de Cummings "são mais bem compreendidas como várias maneiras de despojar o filme da familiaridade da linguagem para despojar o filme da familiaridade do mundo. Transforme a palavra, ele parece ter sentido, e você está a caminho de transformar o mundo".
O poeta Randall Jarrell disse sobre Cummings: "Ninguém mais fez poemas experimentais de vanguarda tão atraentes para o leitor geral e especializado." James Dickey escreveu: "Acho que Cummings é um poeta ousadamente original, com mais vitalidade e mais talento puro e intransigente do que qualquer outro escritor americano vivo." Dickey se descreveu como "envergonhado e até um pouco culpado em identificar falhas" na poesia de Cummings, que ele comparou a observar "os defeitos estéticos em uma rosa. É melhor dizer o que finalmente deve ser dito sobre Cummings: que ele ajudou a dar vida à língua".

## Vida

### Primeiros anos
Edward Estlin Cummings nasceu em 14 de outubro de 1894, em Cambridge, Massachusetts, filho de Edward Cummings e Rebecca Haswell, um casal da classe alta unitarista conhecido na cidade. Seu pai era professor na Universidade de Harvard e mais tarde tornou-se conhecido nacionalmente como ministro da South Congregational Church (Unitarista) em Boston, Massachusetts. Sua mãe, que gostava de passar tempo com os filhos, brincava com Edward e sua irmã, Elizabeth. Desde cedo, os pais de Cummings apoiaram seus dons criativos. Cummings escrevia poemas e desenhava quando criança, e costumava brincar ao ar livre com as outras crianças do bairro. Ele cresceu na companhia de amigos da família, como os filósofos William James e Josiah Royce. Muitos dos verões de Cummings foram passados no Silver Lake em Madison, New Hampshire, onde seu pai havia construído duas casas ao longo da margem leste. A família acabou comprando a Joy Farm nas proximidades, onde Cummings passou a maior parte de seus verões.
Ele expressou tendências transcendentais durante toda a vida. À medida que amadureceu, Cummings mudou para uma relação de "Eu, Tu" com Deus. Seus diários estão repletos de referências a "le bon Dieu", além de orações pedindo inspiração para sua poesia e arte (como "Bon Dieu! may i some day do something truly great. amen."). Cummings "também orou por força para ser seu eu essencial ('may I be I is the only prayer—not may I be great or good or beautiful or wise or strong'), e por alívio espiritual em tempos de depressão ('almighty God! I thank thee for my soul; & may I never die spiritually into a mere mind through disease of loneliness')".
Cummings queria ser poeta desde criança e escrevia poesia diariamente dos 8 aos 22 anos, explorando várias formas. Ele estudou Latim e Grego na Cambridge Latin High School. Frequentou a Universidade de Harvard, graduando-se com um Bachelor of Arts magna cum laude e foi eleito para a sociedade Phi Beta Kappa em 1915. No ano seguinte, ele recebeu um Master of Arts pela universidade. Durante seus estudos em Harvard, ele desenvolveu interesse pela poesia moderna, que ignorava a gramática e a sintaxe convencionais e buscava um uso dinâmico da linguagem. Seus primeiros poemas publicados apareceram em Eight Harvard Poets (1917). Após se formar, ele trabalhou como vendedor de livros.

### Anos de guerra
Em 1917, com a Primeira Guerra Mundial ocorrendo na Europa, Cummings alistou-se no Corpo de Ambulâncias Norton-Harjes. No navio para a França, ele conheceu William Slater Brown, e eles rapidamente se tornaram amigos. Devido a um erro administrativo, Cummings e Brown não receberam uma designação por cinco semanas, período que passaram explorando Paris. Cummings se apaixonou pela cidade, à qual retornaria ao longo de sua vida.
Durante o serviço no corpo de ambulâncias, os dois jovens escritores enviaram cartas para casa que chamaram a atenção dos censores militares. Eles preferiam a companhia dos soldados franceses em vez dos outros motoristas de ambulância e expressavam abertamente opiniões anti-guerra; Cummings mencionava sua falta de ódio pelos alemães. Em 21 de setembro de 1917, cinco meses após o início de sua missão atrasada, Cummings e William Slater Brown foram presos pelos militares franceses sob suspeita de espionagem e atividades indesejáveis, sendo mantidos por três meses e meio em um campo de detenção militar no Dépôt de Triage, em La Ferté-Macé, Orne, Normandia.
Eles foram presos com outros detidos em uma grande sala. O pai de Cummings fez grandes esforços para conseguir a libertação do filho por meio de canais diplomáticos; embora informado de que a libertação do filho estava aprovada, houve longos atrasos, com pouca explicação. Frustrado, o pai de Cummings escreveu uma carta ao presidente Woodrow Wilson em dezembro de 1917. Cummings foi libertado em 19 de dezembro de 1917, retornando à sua família nos Estados Unidos no Ano Novo de 1918. Cummings, seu pai e a família de Brown continuaram a lutar pela libertação de Brown, que ocorreu em meados de fevereiro, quando ele também voltou aos Estados Unidos. Cummings usou sua experiência na prisão como base para seu romance The Enormous Room (1922), sobre o qual F. Scott Fitzgerald disse: "De todas as obras de jovens que surgiram desde 1920, um livro sobrevive—The Enormous Room de E. E. Cummings... Aqueles poucos que fazem os livros viverem não suportaram a ideia de sua mortalidade". Mais tarde, em 1918, ele foi convocado para o exército. Serviu um treinamento na 12ª Divisão no Camp Devens, Massachusetts, até novembro de 1918.

Buffalo Bill's

defunct

who used to

ride a watersmooth-silver

stallion

and break onetwothreefourfive pigeonsjustlikethat

Jesus

he was a handsome man

and what i want to know is

how do you like your blueeyed boy

Mister Death

"Buffalo Bill's" (1920)

### Pós-guerra
Cummings retornou a Paris em 1921 e viveu lá por dois anos antes de voltar para Nova York. Sua coleção Tulips and Chimneys foi publicada em 1923, e seu uso inventivo de gramática e sintaxe ficou evidente. O livro foi amplamente cortado por seu editor. XLI Poems foi publicado em 1925. Com essas coleções, Cummings consolidou sua reputação como um poeta vanguardista.
Durante o restante das décadas de 1920 e 1930, Cummings retornou várias vezes a Paris e viajou por toda a Europa. Em 1931, ele viajou para a União Soviética, relatando suas experiências em Eimi, publicado dois anos depois. Durante esses anos, Cummings também viajou para o norte da África e México, e trabalhou como ensaísta e artista retratista para a revista Vanity Fair (1924–1927).
Em 1926, os pais de Cummings sofreram um acidente de carro; apenas sua mãe sobreviveu, embora gravemente ferida. Cummings mais tarde descreveu o acidente no seguinte trecho de sua série de palestras i: six nonlectures, proferidas em Harvard (como parte das Palestras Charles Eliot Norton) em 1952 e 1953:

Uma locomotiva cortou o carro ao meio, matando meu pai instantaneamente. Quando dois freios saltaram do trem parado, viram uma mulher de pé – atordoada, mas ereta – ao lado de uma máquina destruída; com sangue jorrando (como o mais velho disse para mim) de sua cabeça. Uma de suas mãos (acrescentou o mais jovem) continuava tocando seu vestido, como se tentasse descobrir por que ele estava molhado. Esses homens pegaram minha mãe de sessenta e seis anos pelos braços e tentaram conduzi-la a uma fazenda próxima; mas ela os afastou, caminhou diretamente até o corpo de meu pai e ordenou que um grupo de espectadores assustados o cobrisse. Quando isso foi feito (e só então) ela permitiu que a levassem embora.— E. E. Cummings (1952). "i & my parents: Nonlecture one", p. 12
A morte de seu pai teve um efeito profundo em Cummings, que entrou em um novo período em sua vida artística. Ele começou a focar em aspectos mais importantes da vida em sua poesia. Iniciou esse novo período homenageando seu pai no poema "my father moved through dooms of love".
Na década de 1930, Samuel Aiwaz Jacobs foi o editor de Cummings; ele havia fundado a Golden Eagle Press após trabalhar como tipógrafo e editor.

### Anos finais
Em 1952, sua alma mater, Universidade de Harvard, concedeu a Cummings uma cadeira honorária como professor convidado. As Palestras Charles Eliot Norton que ele ministrou entre 1952 e 1955 foram posteriormente reunidas em i: six nonlectures.
Cummings passou a última década de sua vida viajando, cumprindo compromissos de palestras e passando tempo em sua casa de verão, Joy Farm, em Silver Lake, New Hampshire. Ele morreu de um derrame em 3 de setembro de 1962, aos 67 anos, no Memorial Hospital em North Conway, New Hampshire. Cummings foi enterrado no Cemitério de Forest Hills em Boston, Massachusetts. No momento de sua morte, Cummings era reconhecido como o "segundo poeta mais lido nos Estados Unidos, depois de Robert Frost".
Os documentos de Cummings estão guardados na Biblioteca Houghton na Universidade de Harvard e no Harry Ransom Center na Universidade do Texas em Austin.

## Livros
- CIOPW (1931), obras de arte

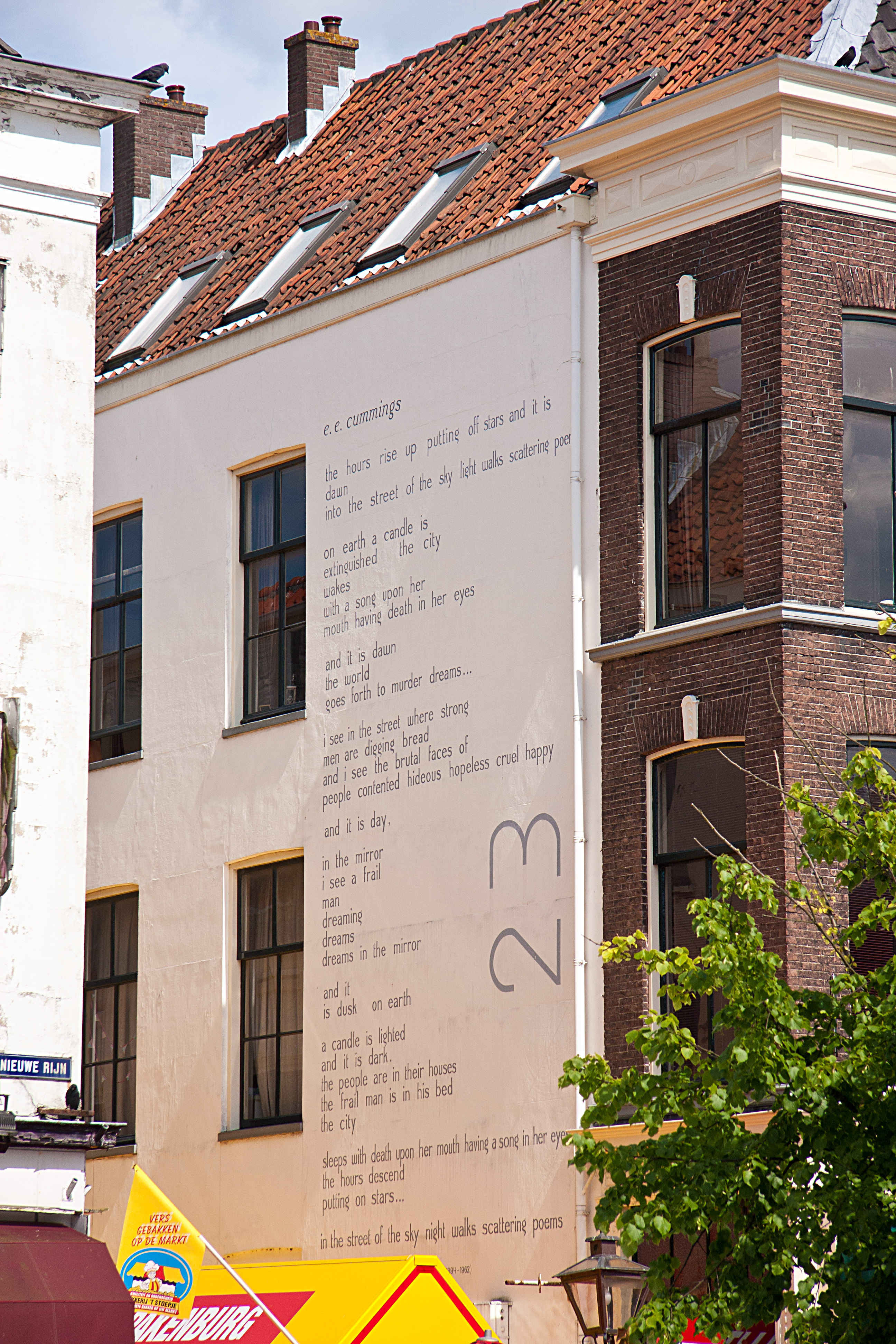
"the hours rise up" on em uma parede em Leiden

- i—six nonlectures (1953), Harvard University Press

### Livros em prosa
- The Enormous Room (1922) (tradução em português: A cela enorme. Curitiba: Editora UFPR, 2011. ISBN 9788573352870)
- EIMI (1933), diário de viagem soviético
- Fairy Tales (1965), coleção de contos

### Poesia
- Tulips and Chimneys (1923)
- & (1925),  auto-publicado
- XLI Poems (1925)
- is 5 (1926)
- ViVa (1931)
- No Thanks (1935)
- Collected Poems (1938)
- 50 Poems (1940)
- 1 × 1 (1944)
- XAIPE: Seventy-One Poems (1950)
- Poems, 1923–1954 (1954)
- 95 Poems (1958)
- 73 Poems (1963, póstumo)
- Etcetera: The Unpublished Poems (1983)
- Complete Poems, 1904–1962, editado por George James Firmage (2008), Liveright
- Erotic Poems, editado por George James Firmage (2010), Norton

### Peças
- HIM (1927)
- Santa Claus: A Morality (1946)